# 피선거권

피선거권(被選擧權, passive suffrage)은 선거에 후보로 등록하여 출마할 수 있는 참정권이다.

## 대한민국의 피선거권
대한민국에서는 다음의 조건에 부합하지 않는 경우 피선거권을 가진다.
- 연령미달
  - 대통령선거 : 만40세 미만
  - 국회의원선거, 지방선거 : 만18세 미만
- 법적사유
- 금치산선고를 받은 사람.
  - 금고 이상의 형벌의 선고를 받고 그 형벌이 실효되지 아니한 사람.
  - 법원의 판결 또는 다른 법률에 의하여 피선거권이 정지되거나 상실된 사람.
  - 선거범죄, 정치자금부정수수죄(정치자금법 제45조), 선거비용관련 위반행위에 관한 벌칙(정치자금법 제49조)에 규정된 죄를 범한 자 또는 대통령, 국회의원, 지방의회의원, 지방자치단체의 장으로서 그 재임 중의 직무와 관련하여 형법 (특정범죄가중처벌 등에 관한 법률 제2조에 의하여 가중처벌되는 경우를 포함한다.) 수뢰, 사전수뢰(대한민국 형법 제129조) 내지 알선수뢰(대한민국 형법제132조), 알선수재(특정범죄가중처벌 등에 관한 법률 제3조)에 규정된 죄를 범한 자로서, 100만원이상의 벌금형의 선고를 받고 그 형이 확정된 후 5년 또는 형의 집행유예의 선고를 받고 그 형이 확정된 후 10년을 경과하지 아니하거나 징역형의 선고를 받고 그 집행을 받지 아니하기로 확정된 후 또는 그 형의 집행이 종료되거나 면제된 후 10년을 경과하지 아니한 사람(형이 실효된 자도 포함한다.).

## 같이 보기
- 출마 연령